# Laenmanen
Laenmanen (Laen Manen) ist ein Distrikt (Kecamatan) des indonesischen Regierungsbezirks (indonesisch Kabupaten) Malaka (Provinz Ost-Nusa-Tenggara) auf der Insel Timor. Der Verwaltungssitz befindet sich in Eokpuran im administrativen „Dorf“ Kapitanmeo.

## Geographie
| „Dorf“ (Desa) | Hauptort | Fläche    | Einwohner |
| ------------- | -------- | --------- | --------- |
| Tniumanu      | Tniumanu | 13,18 km² | 1.538     |
| Uabau         | Sanses   | 12,80 km² | 881       |
| Bonibais      | Rafau    | 5,37 km²  | 1.268     |
| Naukekusa     | Kakuun   | 15,00 km² | 1.467     |
| Kapitanmeo    | Eokpuran | 7,38 km²  | 1.564     |
| Tesa          | Bora     | 7,38 km²  | 1.833     |
| Meotroy       | Nurobo   | 7,31 km²  | 1.607     |
| Bisesmus      | Klatun   | 12,80 km² | 611       |
| Oenaek        | Fafoik   | 12,80 km² | 721       |

Laenmanen liegt im Norden des Regierungsbezirks Malaka im westlichen Zentraltimor. Südlich befinden sich die Distrikte Sasita Mean und Botin Leobele und östlich der Distrikt Ostmalaka (Malaka Timur). Im Westen grenzt Laenmanen an den Regierungsbezirk (Kabupaten) Nordzentraltimor (Timor Tengah Utara) und im Nordosten an den Regierungsbezirk Belu. Laenmanen hat eine Fläche von 94,02 km².
Der Distrikt unterteilt sich in neun Dörfer (indonesisch Desa): Tniumanu nimmt den gesamten Westen von Io Kufeu ein und hat eine Fläche von 13,18 km². Im Norden liegen die Desas Meotroy (7,31 km²) und Tesa (7,38 km²) und im Süden die Desas Bisesmus (12,80 km²), Uabau (12,80 km²), Bonibas (5,37 km²) und Naukekusa (15,00 km²). Das Zentrum bilden die Desas Oenaek (12,80 km²) und Kapitanmeo (Kapitan Meo, 7,38 km²). Die Hauptorte der Dörfer befinden sich alle unterhalb von 500 m.
826 Hektar des Distrikts sind bewaldet. Davon stehen 290 Hektar unter staatlichen Naturschutz und 117 Hektar schützen traditionelle Regeln [[(Adat)]].
2015 gab es 86 Regentage, bei denen es insgesamt 1.040 mm Niederschläge fielen. Die Temperatur schwankt zwischen 24 und 34 °C.

## Einwohner
2016 lebten im Distrikt 11.490 Menschen (5.742 Männer und 5.748 Frauen) in 3.308 Haushalten. 1.449 Einwohner waren 0 bis 4 Jahre alt, 232 waren 75 Jahre oder älter. Die meisten Menschen leben im Desa Tesa (1.833 Einwohner). 9.652 Menschen bekennen sich zum katholischen Glauben, 1.832 sind Protestanten und sechs Muslime. Im Distrikt gibt es zwei katholische Kirche in Bonibais und Meotroy und drei protestantische Kirchen in Bonibais, Naukekusa und Tesa.

## Öffentliche Einrichtungen und Infrastruktur
Im Distrikt gibt es 16 Grundschulen, drei Junior High Schools und eine Senior High School. 35 Gesundheitseinrichtungen stehen für eine medizinische Versorgung zur Verfügung.
540 Haushalte sind am öffentlichen Stromnetz angeschlossen.

## Wirtschaft
Auf 266 Hektar wird Reis angebaut, Mais wird auf 1.468 Hektar angepflanzt und Maniok wachsen auf 146 Hektar. Weitere Nutzpflanzen sind Erdnüsse (2 Hektar), grüne Bohnen (80 Hektar) und Süßkartoffeln (2 Hektar). 2015 hielt man im Distrikt als Nutztiere 8.809 Rinder, 112 Wasserbüffel, 38 Pferde, 7.926 Schweine und 5.848 Ziegen. Dazu kommen noch 32.875 Hühner und 245 Enten. Schafe fehlen.
203 produzierende und verarbeitendes Unternehmen sind in Laenmanen tätig, in denen 376 Menschen arbeiten. Dazu kommen noch 82 Händler.